# Ján Sebechlebský
Ján Sebechlebský (* 6. května 1966 Žiar nad Hronom) je slovenský a český filmový a televizní režisér, scenárista a pedagog.

## Život
Po studiu na gymnáziu v Žiaru nad Hronom byl přijat na pražskou Filmovou a televizní fakultu Akademie múzických umění (FAMU), obor hranou režii. Školu absolvoval v roce 1991. Věnuje se i divadelní tvorbě a je externím pedagogem na FAMU. Společně s režisérem Radimem Filipcem, který má na starost scény v reálném prostředí, pro Televizi Nova také točí televizní seriál Ordinace v růžové zahradě. Pro Českou televizi natočil okolo 50 dokumentárních filmů. V současnosti[kdy?] žije v Praze.

## Filmografie
- Strašidelný dům (1988), hraný absolventský film
- Žebrácká opera (1989), absolventská TV inscenace
- Ohnivé námluvy (1995) TV inscenace
- Česká soda (1998)
- Ordinace v růžové zahradě (2005) seriál
- Definice lásky (2012), film
- Svatby v Benátkách (2014), seriál
- Balada o pilotovi (2018), TV film inspirovaný osudem českého válečného letce Karla Balíka
- O léčivé vodě (2020)
- Tichá pošta (2025)

## Dokumentární filmy
- GEN – Galerie elity národa (1993)
- Skutečný život na zámku (1997)
- Jak se žije … (1998)
- Cestománie (1999)
- Oko

## Videoklipy
- Miro Žbirka - 22 dní
- Miro Žbirka - Ty a já